# 酒泉皇城城址
酒泉皇城城址，位于中国甘肃省酒泉市肃州区，为一个省级文物保护单位，类型为古遗址。酒泉皇城城址位于酒泉市肃州区下河清乡皇城村内。城平面呈长方形，东西长344米，南北宽291米，面积101.3万平方米。黄土夯筑，城墙高3—7米，厚3米。城上四角筑墩台，城外西南角和东南角各筑了望台一座。相传蒙古王子曾驻此城，随有皇城之名。据《元和郡县志》、《新唐书》记载考之，该城系汉代乐涫县、唐代禄福县之驻地。安史之乱后，城随废。古城保存较完整，对研究城建史和汉唐地方史有重要价值。
酒泉皇城城址的历史年代为汉至唐。